# Бикбулатбаш
Бикбулатбаш (баш. Бикбулатбаш) — гора в Ишимбайском районе Башкортостана Российской Федерации. 
Код ГКГН 668230.
На вершине находится геодезический знак. Здесь начинается речушка Карамалуя, левый приток Шиды.
Проходит дорога местного значения от Сайраново к хребту Кадералы (на востоке).
Находится севернее г. Будалашбаш. Недалеко от Бикбулатбаша находятся безымянные вершины: 505,9 и 506,1 (к востоку); 486,5 (к западу); 491,1 (к северу).
В 4,5 км — Сайраново, Ишимбай — в 9,6 км.